# Morgan Foster Larson
Morgan Foster Larson (* 15. Juni 1882 in Perth Amboy, New Jersey; † 21. März 1961 ebenda) war ein US-amerikanischer Politiker, der von 1929 bis 1932 Gouverneur des Bundesstaates New Jersey war.

## Frühe Jahre und politischer Aufstieg
Morgan Larson besuchte die öffentlichen Schulen seiner Heimat und danach bis 1910 das Cooper Union College in New York City. Dort studierte er unter anderem das Ingenieurwesen. Nach dem Ende seiner Studienzeit arbeitete er für einige Kommunen in New Jersey als Architekt. Mit dem Aufstieg der Automobile ergaben sich auch für Larson neue Perspektiven. Er arbeitete vor allem an drei großen Brückenbauwerken, die den Staat New Jersey mit New York City bzw. Staten Island verbanden.
Morgan Larson wurde Mitglied der Republikanischen Partei. Zwischen 1922 und 1928 war er Mitglied des Senats von New Jersey, wobei er 1926 dessen Präsident war. Am 6. November 1928 wurde er zum neuen Gouverneur seines Staates und damit zum Nachfolger von A. Harry Moore gewählt.

## Gouverneur von New Jersey
Larson trat seine dreijährige Amtszeit am 15. Januar 1929 an. Obwohl seine Partei in beiden Kammern der Legislative von New Jersey die Mehrheit hatte, bekam Larson große Schwierigkeiten, weil viele Republikaner mit seiner Personalpolitik bei der Besetzung öffentlicher Ämter nicht einverstanden waren und daher seine Regierung teilweise blockierten. Mit seinem New Yorker Amtskollegen Franklin D. Roosevelt schloss Larson einen Vertrag zum Bau des Lincoln-Tunnels, der Manhattan mit Weehawken verbinden sollte. Damals wurde auch eine Hafenverwaltung für die Anlieger des Delaware River gegründet.
Im weiteren Verlauf seiner Amtszeit wurde auch New Jersey von der seit Oktober 1929 ausgebrochenen Weltwirtschaftskrise erfasst. Auch in New Jersey wurde ein starker Anstieg der Arbeitslosigkeit registriert. Ähnlich wie Präsident Herbert C. Hoover hatte auch Gouverneur Larson kein Rezept, der Krise wirkungsvoll zu begegnen. Da ihm aufgrund einer Verfassungsklausel ohnehin eine direkte Kandidatur 1931 untersagt war, schied er am 19. Januar 1932 aus seinem Amt aus. Mit Harry Moore wurde sein Amtsvorgänger auch sein Nachfolger.

## Weiterer Lebenslauf
Nach dem Ende seiner Amtszeit wurde Larson bei der Hafenbehörde von New York City angestellt. Der Ex-Gouverneur hatte selbst unter den finanziellen Folgen der Wirtschaftskrise zu leiden. Zwischen 1945 und 1948 war Larson Umweltbeauftragter der Regierung von New Jersey. Danach war er bis 1961 Berater eines Regierungsausschusses, der sich mit dem Umgang und der Versorgung mit Trinkwasser befasste. Morgan Larson starb im März 1961. Er war zweimal verheiratet und hatte insgesamt zwei Kinder.